# Efterretning
En efterretning er en mundtlig eller skriftlig meddelelse. Efterretninger forbindes ofte med spionage og militære anliggender. Efterretningsvæsen er organiseret til at indsamle efterretninger, i USA er der FBI og CIA og i Rusland FSB, her i Danmark har vi PET og FE.
| Militær | Spire Denne artikel om militær er en spire som bør udbygges. Du er velkommen til at hjælpe Wikipedia ved at udvide den. |